# Tượng đài Bà mẹ Việt Nam anh hùng
Tượng đài Bà mẹ Việt Nam anh hùng lấy nguyên mẫu từ bà mẹ Việt Nam anh hùng Nguyễn Thị Thứ quê xã Điện Thắng Trung, thị xã Điện Bàn, tỉnh Quảng Nam có 9 người con, 2 người cháu và 1 người con rể là liệt sĩ, được xây dựng với tổng diện tích 15 ha dưới chân núi Cấm, thôn Phú Thạnh, xã Tam Phú, thành phố Tam Kỳ, tỉnh Quảng Nam.
Được Chính phủ đưa vào danh mục công trình văn hóa cấp quốc gia, tượng đài Bà mẹ Việt Nam anh hùng tại Quảng Nam là tượng đài về bà mẹ Việt Nam anh hùng lớn nhất nước và cả khu vực Đông Nam Á. Dựa theo bản vẽ phác thảo của họa sĩ Đinh Gia Thắng, tượng đài được xây dựng với nguồn vốn được huy động từ ngân sách và đóng góp của các tổ chức, địa phương trong và ngoài nước.

## Lịch sử
Để ghi danh công lao to lớn của các bà mẹ Việt Nam anh hùng, năm 2004 lãnh đạo Đài Tiếng nói Việt Nam đã đề xuất ý tưởng vận động xây dựng Tượng đài Bà mẹ Việt Nam anh hùng lấy nguyên mẫu bà Nguyễn Thị Thứ, quê xã Điện Thắng Trung, thị xã Điện Bàn, tỉnh Quảng Nam, có 12 người con và cháu là liệt sĩ.
Cũng từ năm 2004, Đài Tiếng nói Việt Nam, Hội Phụ nữ Việt Nam và Ủy ban nhân dân tỉnh Quảng Nam đã bắt đầu tổ chức vận động quyên góp ủng hộ xây dựng Tượng đài. Nhiều chương trình văn nghệ giao lưu vận động xây dựng tượng đã thu hút các tầng lớp nhân dân, các cơ quan doanh nghiệp ủng hộ tại Đà Nẵng, Hải Phòng, Thành phố Hồ Chí Minh. Các địa điểm tiếp nhận cuộc vận động cũng được thành lập tại cơ quan thường trú của Đài Tiếng nói Việt Nam tại Đà Nẵng, Cần Thơ, Thành phố Hồ Chí Minh, Sơn La v.v.
Sau 3 vòng thi tuyển chọn, mẫu tượng của họa sĩ Đinh Gia Thắng được Hội đồng Nghệ thuật lựa chọn và đóng góp ý kiến nâng cao phác thảo, với sự tiếp thu các ý kiến đóng góp của các vị lãnh đạo Đảng, Nhà nước; các vị lão thành cách mạng, các nhà khoa học, nhà văn hóa cùng nhiều cơ quan hữu trách khác.
Ngày 16 tháng 11 năm 2007, Thủ tướng Chính phủ có Quyết định đưa công trình Tượng đài Bà mẹ Việt Nam anh hùng vào danh sách các công trình văn hoá cấp Quốc gia.
Tới đầu tháng 1 năm 2008, số tiền quyên góp được đạt 10,7 tỷ đồng. Cùng với nguồn vốn xây dựng cơ bản tập trung trong 3 năm và nguồn tiết kiệm từ chi ngân sách thường xuyên của tỉnh, nguồn kinh phí cho dự án tượng đài đạt 30,7 tỷ đồng.
Ngày 16 tháng 5 năm 2008, Thủ tướng Chính phủ có văn bản chỉ đạo tỉnh Quảng Nam triển khai thực hiện công trình Tượng đài và hỗ trợ 50 tỷ đồng từ nguồn ngân sách Trung ương.
Ngày 27 tháng 7 năm 2009 nhân kỷ niệm 62 năm ngày Thương binh-Liệt sĩ Việt Nam, lễ động thổ xây dựng Tượng đài Bà mẹ Việt Nam anh hùng đã được tiến hành, với sự tham dự của Phó thủ tướng Nguyễn Thiện Nhân, nguyên Phó Chủ tịch nước Nguyễn Thị Bình, nguyên Phó Chủ tịch Quốc hội Trương Quang Được; Thứ trưởng Bộ Công an Lê Thế Tiệm; Phó Trưởng ban Tuyên giáo Trung ương Vũ Ngọc Hoàng; Phó Chủ tịch Trung ương Hội Liên hiệp Phụ nữ Việt Nam Nguyễn Thị Kim Thúy; Thứ trưởng Bộ Văn hóa - Thể thao và Du lịch Trần Chiến Thắng; Phó Tổng giám đốc Đài Tiếng nói Việt Nam Đào Duy Hứa cùng sự tham dự của nhiều lãnh đạo các sở ban ngành của các tỉnh Quảng Ngãi, Thanh Hóa, thành phố Đà Nẵng, Quảng Nam, các bà mẹ Việt Nam anh hùng, lão thành cách mạng, anh hùng lực lượng vũ trang và đông đảo nhân dân.
Công trình dự kiến hoàn thành vào năm 2011 sau khoảng 1100 ngày khởi công.

## Đặc điểm
Tượng đài Mẹ Việt Nam anh hùng làm bằng chất liệu đá sa thạch, được Hội đồng Nghệ thuật chọn từ phác thảo của họa sĩ Đinh Gia Thắng và kiến trúc sư Nguyễn Luận. Quần thể tượng đài tọa lạc trên đỉnh núi Cấm, thôn Phú Thạnh, xã Tam Phú, thành phố Tam Kỳ, tỉnh Quảng Nam, với tổng diện tích 150.000m².
Từ ý tưởng: Mẹ là suối nguồn bao la vô tận, là linh hồn đất nước. Mẹ sinh ra từ mảnh đất anh hùng, rồi sinh ra những người con anh hùng và sẽ lại hoá thân vào đất, vào non nước Việt Nam. Mẹ sẽ sống mãi ngàn đời, vẫn tiếp thêm nguồn sức mạnh mẽ cho các thế hệ trẻ trong công cuộc xây dựng và bảo vệ Tổ quốc, tác giả Đinh Gia Thắng đã chọn và điều chỉnh trong quá trình thể hiện tỷ lệ 1/1 để thể hiện hình tượng Mẹ Việt Nam Anh hùng trong toàn khối tượng đài có chiều cao 18,5m, rộng 84,7m, chiều rộng theo đường cong là 117m.
Phía trước tượng là quảng trường tiền môn với 30 ô thảm cỏ tượng trưng cho 30 năm trường kỳ kháng được làm bằng đá sa thạch. Hình cánh cung dài 81m (theo đường cong là 101m), chính giữa khối tượng đài là chân dung Mẹ Nguyễn Thị Thứ cao 18m, phần thấp nhất của cánh cung cao là 5,83m
Tượng đài được làm rỗng, bên trong khối tượng là Nhà tưởng niệm mẹ Việt Nam anh hùng có diện tích 400m², có bia ghi danh gần 50.000 bà mẹ Việt Nam anh hùng trên khắp cả nước, giới thiệu hình ảnh, cuộc đời và sự cống hiến của Mẹ đối với Tổ quốc. Trong lòng khối đá sa thạch dài 78m là nhà bảo tàng các mẹ Việt Nam anh hùng có tổng diện tích 397m² bao gồm phòng trưng bày, phòng khách, khu bảo quản.
Hai bên tượng đài bố trí hai thảm hoa lớn với diện tích 600m² được trang trí nhiều họa tiết, với sắc thái của 54 dân tộc sống trên dải đất Việt Nam. Khối tượng đài chính còn gắn kết với một hồ nước lớn, khoảng 1.000m². Phía sau khối tượng đài là một bãi cỏ rộng và một vườn đá. Ngoài ra, quần thể kiến trúc tượng đài còn bao gồm 8 trụ huyền thoại, mỗi trụ cao 9 mét, đường kính bình quân hơn 1,2 mét làm bằng đá sa thạch, khắc ghi công lao của các bà mẹ.

## Kinh phí đầu tư
Tổng vốn đầu tư ban đầu của dự án dự kiến là 81.062.680.000 đồng, do Công ty Xây dựng Thương mại và Mỹ thuật Đà Nẵng II thực hiện. Tuy nhiên, trước thời điểm khởi công xây dựng vào ngày 27 tháng 7 năm 2009, dự án đã đội lên 120 tỷ đồng trong đó hỗ trợ từ Chính phủ là 50 tỷ và huy động của tỉnh Quảng Nam được 61 tỷ.
Trong năm 2011, Chủ tịch Ủy ban Nhân dân Tỉnh Quảng Nam đã ra quyết định bổ sung cho dự án 330 tỷ đồng, nâng tổng số tiền đầu tư từ ngân sách Trung ương và ngân sách tỉnh lên hơn 410 tỷ đồng, gấp 5 lần số tiền được phê duyệt ban đầu, nhằm xây dựng để công trình đạt quy mô tượng đài lớn nhất Đông Nam Á. Việc xây dựng một tượng đài hoành tráng và tốn kém (trong khi nhiều Mẹ Việt Nam anh hùng đang phải sống kham khổ trong tuổi già), đã khiến dư luận bức xúc phản ứng.
Ông Phạm Trung, Trưởng ban Mỹ thuật hiện đại (Viện Mỹ thuật) cho là: "'Xây tượng đài hoành tráng cũng như nhà nghèo nuôi voi chơi'" . Mẹ anh hùng Lê Thị Trị, là con gái của bà Nguyễn Thị Thứ, người được dùng làm hình mẫu, cũng nói: "Ban đầu khi nghe tỉnh chọn hình ảnh mẹ tôi làm mẫu để xây dựng tượng đài, tôi xúc động lắm. Nhưng mà bây giờ xây tượng đài tốn nhiều tiền quá, nơi chín suối chắc mẹ tôi cũng không vui" . Theo thăm dò ý kiến trên mạng của báo VnExpress, từ chiều 20/9 đến chiều 22/9, chỉ có 5% ý kiến "nên làm", nhưng có đến 52% ý kiến "Không nên xây tượng đài", 41,5% ý kiến "làm với quy mô vừa phải".
Vì có nhiều ý kiến không đồng tình về số tiền kinh phí bỏ qua quá lớn, trong khi tỉnh còn nghèo, và còn nhiều trường hợp trẻ em đi học không có cầu phải lội qua sông , nên đến tháng 10 năm 2011, UBND tỉnh Quảng Nam đã yêu cầu Sở Văn hóa Thể thao và Du lịch tạm dừng dự án công trình tượng đài mẹ Việt Nam anh hùng chờ ý kiến chỉ đạo của Thủ tướng Nguyễn Tấn Dũng .
Tuy nhiên quá trình xây dựng tượng sau đó đã tiếp tục và sau 7 năm, đến thời điểm tháng 3 năm 2015, các hạng mục chính của tượng cơ bản hoàn thành.

## Hoàn thành dự án
Với kinh phí 411 tỷ đồng được huy động từ nguồn vốn ngân sách và đóng góp của các tổ chức, cá nhân, Tượng đài Bà mẹ Việt Nam anh hùng là tượng đài lớn nhất cả nước và lớn nhất trong toàn vùng Đông Nam Á hiện nay. Tuy nhiên, trong quá trình nghiệm thu, nhiều bài thơ được khắc trên bia đá trong khu vực tượng đài sai chính tả. Sau khi khánh thành một tuần, một số phần nền gạch trước mặt tượng đài đã bị bong tróc, vỡ vụn. Chính quyền Quảng Nam đã yêu cầu nhà thầu khắc phục những sự cố nói trên
Trong khối tượng còn có không gian rộng 1.800 mét vuông để trưng bày về những tư liệu, hình ảnh, hiện vật về các bà mẹ Việt Nam Anh hùng tiêu biểu trong cả nước. Trong các dịp Quốc khánh, lễ kỷ niệm, quần thể dự án là nơi tổ chức các sự kiện, là điểm tham quan thu hút nhiều người dân tỉnh Quảng Nam và các tỉnh lân cận.